# Třebíčský masiv

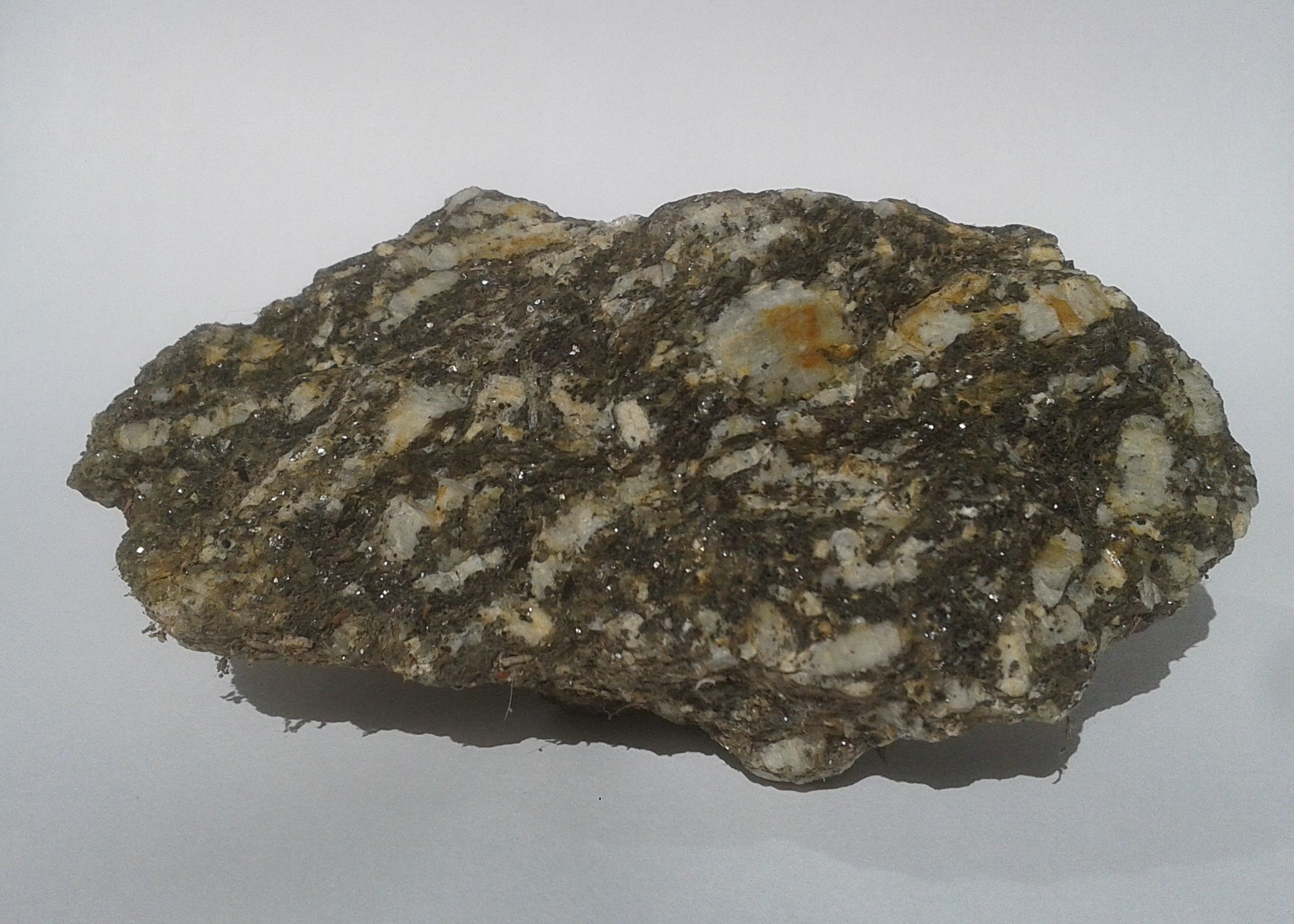
Slabě navětralý porfyrický amfibol biotitický syenit - durbachit z Třebíče (délka vzorku činí cca 15 cm)

Třebíčský masiv je magmatické těleso o ploše cca 500 km² rozkládající se přibližně mezi městy Jaroměřice nad Rokytnou, Polná a Velká Bíteš. Z pohledu regionální geologie náleží třebíčský masiv do oblasti moldanubika.

## Popis
Třebíčský masiv je tvořen specifickými horninami tzv. durbachity, které jsou charakteristické zvýšenými obsahy draslíku a hořčíku, což jsou prvky, které se běžně ve vyvřelých horninách nekoncentrují společně. Oproti běžným magmatickým horninám je pro durbachity charakteristické zvýšení zastoupení uranu a thoria, což společně s vysokým zastoupením draslíku přispívá k jejich radioaktivitě.
Mineralogicky jsou horniny třebíčského masivu tvořeny zejména alkalickými živci, křemenem doprovázenými v menší míře biotitem, plagioklasem a amfibolem. Horniny jsou většinou porfyrické méně často stejnoměrně zrnité. Petrograficky odpovídají durbachity třebíčského masivu nejčastěji melanokratním amfibol-biotitickým granitům až syenitům.
Horniny byly datovány pomocí radioaktivních izotopů a zjištěná stáří se pohybovala kolem 340 milionů let.
Durbachity byly poprvé popsány na lokalitě Durbach v jihozápadním Německu, od které vzešlo i jejich pojmenování. V České republice se tyto horniny vyskytují ve dvou severojižně protažených pásmech. Na Moravě se jedná o třebíčský masiv, jihlavský masiv a drobné masivy v okolí Nového Města na Moravě. V Čechách se naopak jedná o masiv Certova břemene, táborský masiv, netolický masiv a mehelnický masiv a masiv Želnava.